# Marie Cremers
Marie Cremers (1874-1960) foi uma pintora, litógrafa, artista gráfica e ilustradora holandesa.

## Biografia
Cremers nasceu no dia 12 de janeiro de 1874 em Amsterdão. Ela estudou na Rijksakademie van beeldende kunsten (Academia Estadual de Belas Artes) e na Rijksschool voor Kunstnijverheid Amsterdam (Escola Nacional de Artes Aplicadas de Amsterdão). Os seus instrutores incluíam August Allebé, Marie van Regteren Altena, Georgine Schwartze e Jan Veth. Ela era membro do Arti et Amicitiae. Cremers foi activa como autora e ilustradora.⁣ O seu trabalho foi incluído na exposição e venda de 1939 Onze Kunst van Heden (A Nossa Arte de Hoje) no Rijksmuseum em Amsterdão.
Cremers faleceu no dia 9 de março de 1960, em Bussum.